# 石毛克幸
石毛 克幸（いしげ かつゆき、1977年1月15日 - ）は、競輪選手。日本競輪選手会千葉支部に在籍。

## 経歴
師匠は小林裕司（日本競輪学校第71期生）。ホームバンクは千葉競輪場。
千葉県銚子市出身。千葉県立銚子商業高等学校では野球部に在籍した。
2000年4月2日、日本競輪学校第84期生として、小田原競輪場でデビューし1着、及び同開催の完全優勝を記録。同年12月29日、立川競輪場で行われたルーキーチャンピオンレースでは、同期ナンバーワンの渡部哲男（2着）らを破って優勝した。
2002年、ヤンググランプリ（立川）3着。
2005年、ふるさとダービー（弥彦競輪場）決勝戦において、最終バックストレッチからの捲りを決め優勝。
2010年、サマーナイトフェスティバル（函館競輪場）決勝5着。同年7月27日現在、S級1班にランクされている。

## エピソード
- 20代の頃は、ペダルの踏み込みが強すぎることに起因して、競走中にクリップバンドが外れる機会が少なくなかった。